# Merijn Koek
Merijn Koek (19 juli 1990) is een Nederlandse snowboarder.
Koek kwalificeerde zich voor Sotsji 2014 door in november tijdens een Europa Cup-wedstrijd in Landgraaf vierde te worden.